# Универзитет Коменског
Универзитет Коменског у Братислави (слч. Univerzita Komenského v Bratislave) је најстарији словачки универзитет. Настао је 1919. године и то је имало велики значај на развој науке и културе у Словачкој. Словаци су по први пут добили високу школу на којој су могли да стекну високо образовање на матерњем језику.
Године 2007. универзитет је имао 13 факултета и на њему је студирало око 30.000 студената.
Године 1939. универзитет је преименован у Словачки универзитет а 1954. враћен је назив Универзитет Коменског.